# Georges Lubin
Georges Lubin (* 24. Januar 1904 in Ardentes, Département Indre; † 13. Februar 2000) war ein französischer Schriftsteller, Privatgelehrter, Romanist und Literarhistoriker.

## Leben und Werk
Lubin wuchs in der Nähe von Nohant-Vic und des Schlosses von George Sand auf. Nach dem Abitur war er zuerst Gymnasiallehrer, dann bis zu seinem Ruhestand (1964) in Paris Bankkaufmann. In seiner Freizeit betätigte er sich als Schriftsteller und Homme de lettres und publizierte zwischen 1926 und 1954 sieben Romane und Novellen (Le vert paradis. La terre a soif. Changer de peau. L'inconnue d'Angoulême. Une jolie attelée. Maxime Rasquin.  Le Rastreador).

Nach dem Zweiten Weltkrieg fasste er den Entschluss zu einer Gesamtausgabe der Korrespondenz von George Sand. Diese wurde in 26 Bänden das große Werk seines Lebens (Paris: Les Classiques Garnier 1964-1987-1995), das ihm zahlreiche Preise und Ehrungen, sowie eine Festschrift einbrachte.

Lubin war Ritter der Ehrenlegion.

## Weitere Werke

### Monographien
- George Sand en Berry, Paris 1967, Brüssel 1992
- George Sand en Brenne, Tours 1967
- Nohant, Paris 1976

### Weitere Herausgebertätigkeit
- (Hrsg.) À la gloire du Berry, Châteauroux 1925
- Georges Sand, Œuvres autobiographiques. Histoire de ma vie, 2 Bde., Paris 1970–1971 (Bibliothèque de la Pléiade)
- Album Sand, Paris 1973 (Bibliothèque de la Pléiade)
- (mit Alexandre Zviguilsky) Hommage à George Sand pour le 175e anniversaire de sa naissance, 1804-1979, Paris 1979
- George Sand, Carnets de voyages à Gargilesse, Saint-Cyr-sur-Loire 1999